# Mozárbez
Mozárbez ist eine westspanische Kleinstadt und eine Gemeinde (municipio) mit 510 Einwohnern (Stand: 2024) in der Provinz Salamanca in der Region Kastilien und León. Neben dem Hauptort Mozárbez gehören zur Gemeinde die Ortschaften Alizaces, Cilleros el Hondo, La Dehesilla, Montellano, San Cristóbal, Santo Tomé de Rozados, Turra und Ventorro de la Paloma sowie den Wüstungen Allende del Camino, Ariseos, Minas de Prado Viejo und Torrecilla.

## Lage und Klima
Die ca. 875 m hoch gelegene Gemeinde Mozárbez befindet sich im Süden der altkastilischen Hochebene (meseta). Die Stadt Salamanca ist knapp 15 Kilometer in nördlicher Richtung entfernt. Das Klima im Winter ist durchaus kühl; die geringen Niederschlagsmengen fallen – mit Ausnahme der nahezu regenlosen Sommermonate – verteilt übers ganze Jahr.

## Bevölkerungsentwicklung
| Jahr      | 1970 | 1981 | 1991 | 2001 | 2011 | 2021 |
| Einwohner | 379  | 341  | 337  | 428  | 471  | 507  |

Das kontinuierliche Bevölkerungswachstum der Gemeinde basiert im Wesentlichen auf dem Zuzug der durch die Mechanisierung der Landwirtschaft und der Aufgabe bäuerlicher Kleinbetriebe arbeitslos gewordenen Landbevölkerung (Landflucht), die günstigen Wohnraum nahe der Großstadt Salamanca suchte.

## Sehenswürdigkeiten
- Burgruine Utrera
- Thomaskirche (Iglesia de San Tomás Apóstol)
- Rathaus

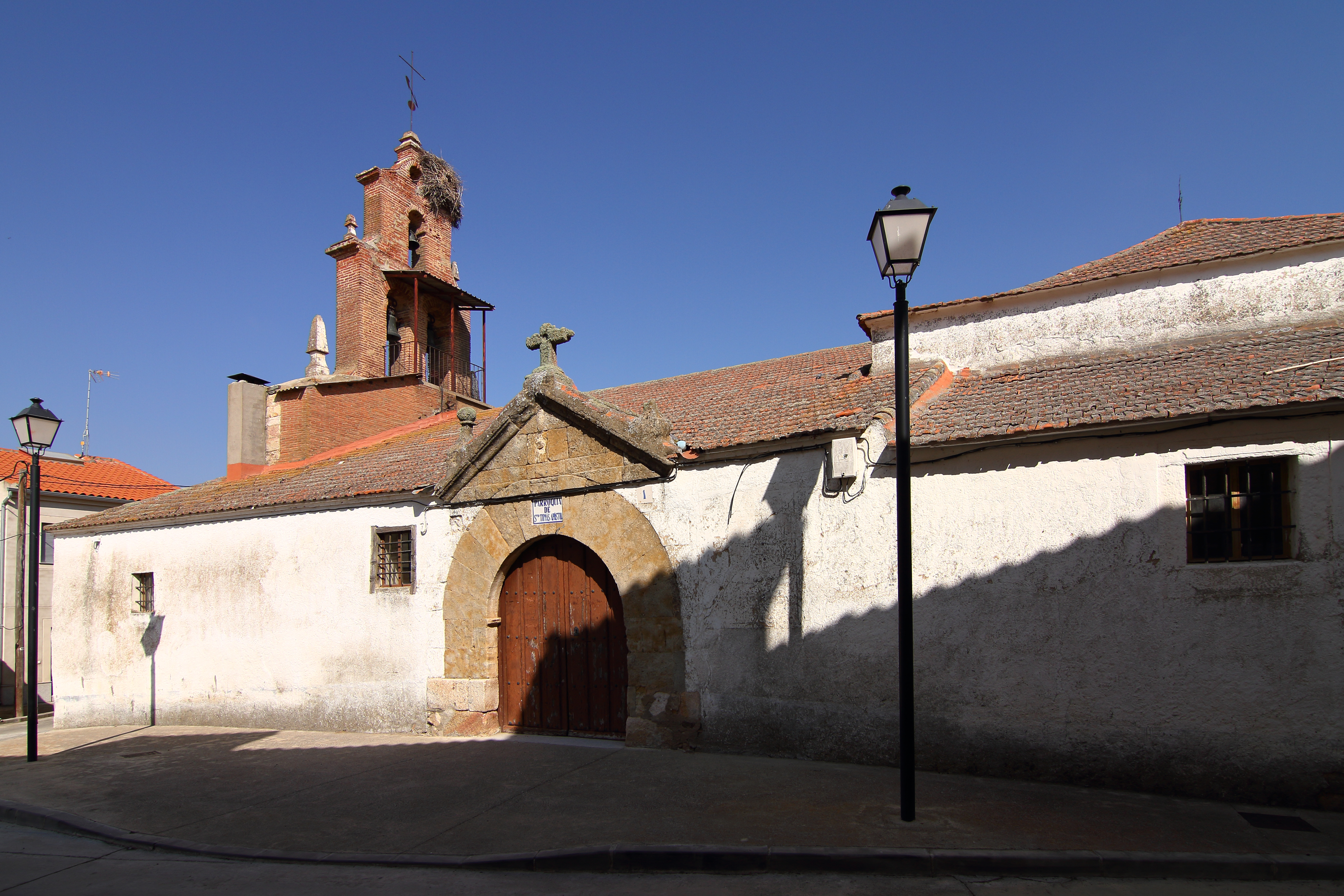
Thomaskirche